# 銀河 (ライフゲーム)

銀河

銀河（ぎんが）は、ライフゲームに出てくる振動子の一つで、周期は8である。
この物体は、Jan Kok が1971年に発見した。
また、2×6の列が4つ並んだ状態は、Gollyのロゴにも使われている。